# Matteo Maria Boiardo
Matteo Maria Boiardo (Scandiano, maggio o giugno 1441 – Reggio Emilia, 19 dicembre 1494) è stato un poeta e letterato italiano.
È considerato uno dei più noti e importanti letterati italiani del XV secolo. Fu conte feudatario di Scandiano.

## Biografia
(Matteo Maria Boiardo, Amorum libri tres)

### Primi anni di Boiardo (1441 - 1460)
Figlio di Giovanni Boiardo (1419-1452) (figlio a sua volta di Feltrino Boiardo) e di Lucia Strozzi, figlia di Nanne (1376-1427); il fratello della madre fu il noto poeta Tito Vespasiano Strozzi, mentre la sorella del padre Giulia, che aveva sposato Gianfrancesco I Pico, era la madre di Giovanni Pico della Mirandola.
Matteo Maria Boiardo nacque nel 1441 a Scandiano, feudo comitale dei Boiardo, nel segno dei Gemelli, come scrive lui stesso, quindi tra il 21 maggio e il 21 giugno. Si trasferì con la famiglia a Ferrara in una casa in via del Turco e qui trascorse la sua fanciullezza. Rimasto orfano di padre nel 1451 andò a vivere presso il nonno, Feltrino Boiardo, tornando dunque a Scandiano. Suoi precettori furono lo stesso nonno (uomo di grande cultura, tanto che, settuagenario, si era iscritto a un corso di diritto canonico per curiosità ed interesse di apprendere) e un certo Bartolomeo da Prato, cappellano e sacerdote. Il Boiardo fu istruito alla letteratura classica: probabilmente ebbe qualche conoscenza rudimentale della greca ma per lo più si dedicò alla latina, affiancando a queste un vivo interesse per Petrarca e Dante. Nel 1456 l'amatissimo nonno Feltrino morì e nel 1460 anche l'affezionatissimo zio Giulio Ascanio. Dunque dovette terminare così la propria formazione, dedicandosi al solo governo ed all'amministrazione del feudo di Scandiano.

### Governo del feudo, la vita nelle corti estensi, l'amore per Antonia Caprara (1460 - 1471)

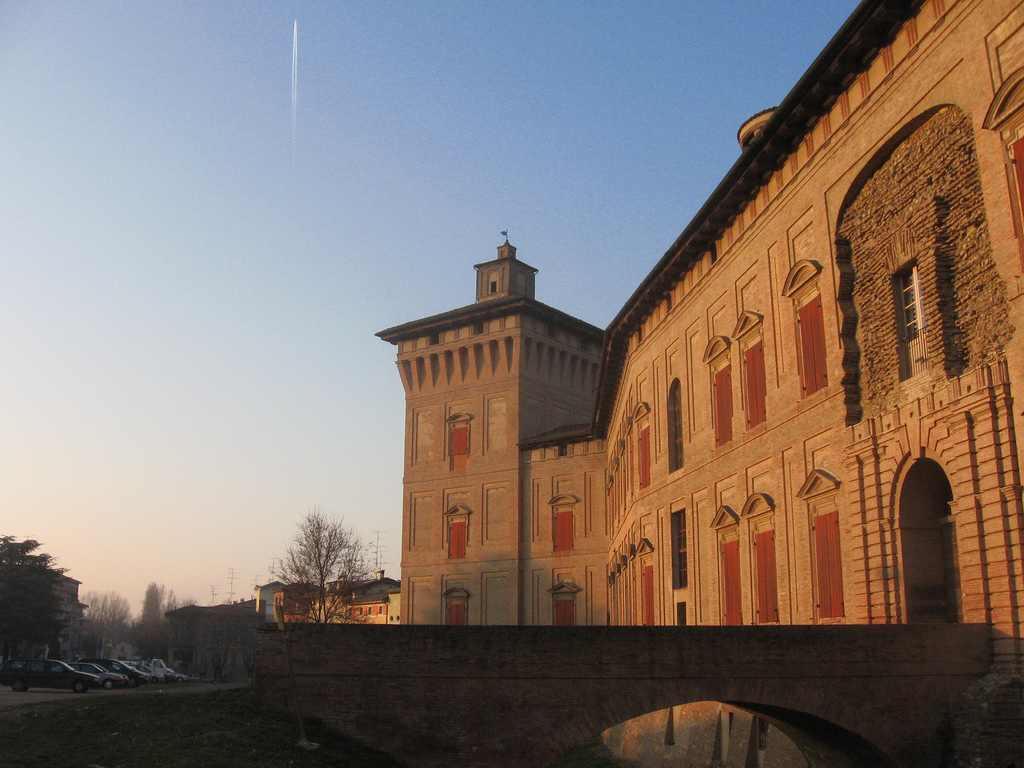
La rocca dei Boiardo
(Scandiano)

Matteo Maria Boiardo in occasione della morte dello zio Giulio Ascanio Boiardo, con il quale aveva amministrato il feudo in condominio, dalla morte di Feltrino Boiardo, si presentò al Consiglio degli Anziani di Reggio. Nel 1461 si trasferì a Ferrara, andando a vivere alla corte del Duca Borso d'Este ed ove incontrò lo zio Strozzi, Guarini, Paganelli ed altri celebri letterati del tempo. Nel 1469 accompagnò a Roma Borso d'Este, che andava a ricevere dal Pontefice la corona ducale. Si affezionò molto anche alle corti di Modena, tenuta da Ercole d'Este e Reggio, appartenuta a Sigismondo d'Este. Va ricordata l'attrazione per questa seconda corte come legata alla relazione con Antonia Caprara, la "musa" ispiratrice della poesia del Boiardo. Si è risaliti all'identificazione della Caprara grazie ad un registro parrocchiale: risultò infatti essere stata battezzata una donna con questo nome il 31 ottobre 1451 nella chiesa di San Giovanni di Reggio, di questa fanciulla, a parte il nome, individuato anche tramite acrostici presente nelle poesie degli Amorum libri tres, non si sa nient'altro. Descritta come bella e volubile nelle opere del Boiardo, si può dunque intuire che l'amore tra i due non fosse pienamente corrisposto.

### Partenza per Roma e viaggi con gli Estensi (1471 - 1473)
Boiardo lasciò l'Emilia nel marzo del 1471 accompagnando Borso d'Este a Roma nel 1471 alla cerimonia in cui il papa Paolo II ufficializzava l'ascesa di Borso come signore di Ferrara e l'elevazione del titolo marchionale degli Este a titolo ducale.
Nel 1472 sposò Taddea Gonzaga dei conti di Novellara, da cui ebbe otto figli.
Nella primavera del 1473 il Boiardo accompagnò in una grandiosa cavalcata Ercole I, succeduto al fratello Borso, fino a Napoli per andare a prelevare la sua sposa Eleonora d'Aragona.

### Caso del canale di Secchia e tentato avvelenamento (1473 - 1475)
Nell'estate del 1473 esplose la controversia del canale di Secchia, manufatto che portava l'acqua dal fiume alla città di Reggio, attraversando il territorio di Scandiano: i Carpigiani infatti, appoggiati dal loro signore, Marco Pio, rompevano l'argine del canale sotto Casalgrande, località appartenente alla contea di Scandiano, con grave danno sia per i territori del Boiardo sia per Reggio.
Il Boiardo chiese al Consiglio degli Anziani di Reggio l'autorizzazione a brandire le armi contro i signori Pio di Carpi per porre fine alla questione in quanto anche lui risultava gravemente danneggiato dall'abuso. Da ciò derivò un contrasto familiare: la vedova dello zio paterno Ascanio, Taddea Pio, sorella del signore di Carpi, si oppose al nipote per gli interessi dei parenti, in particolare dei nipoti e dei figli, altri parenti del ramo dei Boiardo che traevano vantaggio dalla rottura dell'argine a Casalgrande. L'irrisolvibile querelle trovò una possibile soluzione con il tentativo di avvelenamento del Boiardo architettato dal cancelliere di Giovanni Boiardo, cugino del poeta, figlio del defunto Ascanio e di Taddea.
Tuttavia un servo di Matteo, Boioni, chiamato a far parte del delitto, avvertì il padrone: Boiardo ordinò al delatore di fingere di assecondare l'invito dei cospiratori per poi catturare e imprigionare Boioni e procurarsi la prova del delitto, il veleno stesso, per portarlo di fronte al duca. Ercole non poté tuttavia soddisfare le istanze del Boiardo perché il potere dei Pio di Carpi era troppo ampio. Per tale motivo la colpa fu gettata interamente su Boioni, esiliato e poi successivamente graziato. Le cause e le sentenze dei magistrati non accontentarono Boiardo dato che, di fatto, la zia Taddea e il cugino Giovanni la ebbero vinta. Per risolvere qualsiasi futura questione decise di scindere il feudo in due parti: una, comprendente Arceto, attuale frazione di Scandiano, fu data al cugino Giovanni, più vicina a Carpi e dunque agli interessi di Taddea Pio. Boiardo si tenne il resto del feudo.

### Morte
Morì a Reggio nel dicembre 1494 e, come da sue volontà testamentarie, fu tumulato nella  chiesa della Natività della Beata Vergine Maria, a Scandiano, dove già erano sepolti i genitori e il nonno Feltrino. I Boiardo avrebbero poi controllato il feudo fino al 1560, anno in cui si estinse la linea maschile del casato con la morte di Ippolito Boiardo.

## Sepoltura
Nell'estate 2003 un gruppo di volontari, guidato da Silvano Vinceti e comprendente storici (Roberto Gandini, Maria Elena Vecchi, Giovanni Vecchi), uno speleologo e un antropologo, con la collaborazione del RIS di Parma, compì scavi e ricerche sotto al pavimento dell'altare, nella chiesa dove, secondo tradizione, fu sepolto il poeta.
Il mistero della sua tomba durava da secoli non essendovi lapidi, a differenza di altri Boiardo lì tumulati, né il monumento funerario che il Boiardo stesso, nel testamento, aveva chiesto vi venisse costruito.
Secondo l'allora comandante del RIS di Parma Luciano Garofano, «Si può affermare, al di là di ogni ragionevole dubbio» che fra le ossa trovate e sottoposte al test del DNA, alcune «sono i resti di Matteo Maria Boiardo».

## Discendenza
Matteo Maria sposò nel 1479 Taddea Gonzaga dei conti di Novellara. I due ebbero sette figli:
- Cornelia (testamento: 2 settembre 1542[6]), sposò il Cav. Gian Battista Simonetta
- Giulia
- Camillo (1480-1499), conte di Scandiano dal 1494 al 1499
- Francesco Maria (19 settembre 1488[7]-marzo 1491[8])
- Emilia, sposò il 18 febbraio 1515 messer Malatesta de' Medici[9]
- Lucrezia
- Lucia, sposò il conte Prosdocimo di Porcia e Brugnera e Giovanni Pallavicino, Marchese di Scipione, da cui ebbe discendenza

## Formazione e opere giovanili
L'ambiente ferrarese era nel Quattrocento uno dei principali centri della cultura umanistica. Boiardo (nipote del poeta e umanista Tito Vespasiano Strozzi), assimilò l'amore per la letteratura classica e, oltre a tradurre opere latine (di Cornelio Nepote e Apuleio) e greche (Erodoto, Senofonte), si dedicò alla composizione di testi poetici sia in latino sia in volgare.
Tra le opere latine sono da notare i Carmina in Herculem (1463) di chiaro intento encomiastico, e Pastoralia, egloghe ispirate alle Bucoliche di Virgilio.
Sviluppò temi bucolici anche in volgare, nella raccolta Pastorale; scrisse inoltre la commedia Timone, derivata da un dialogo di Luciano di Samosata.

## Opere

### Epigrammata
11 Epigrammi tutti per Ercole I d'Este nel pieno della lotta per la successione di quest'ultimo con Leonello d'Este (1471)

### Amorum libri tres

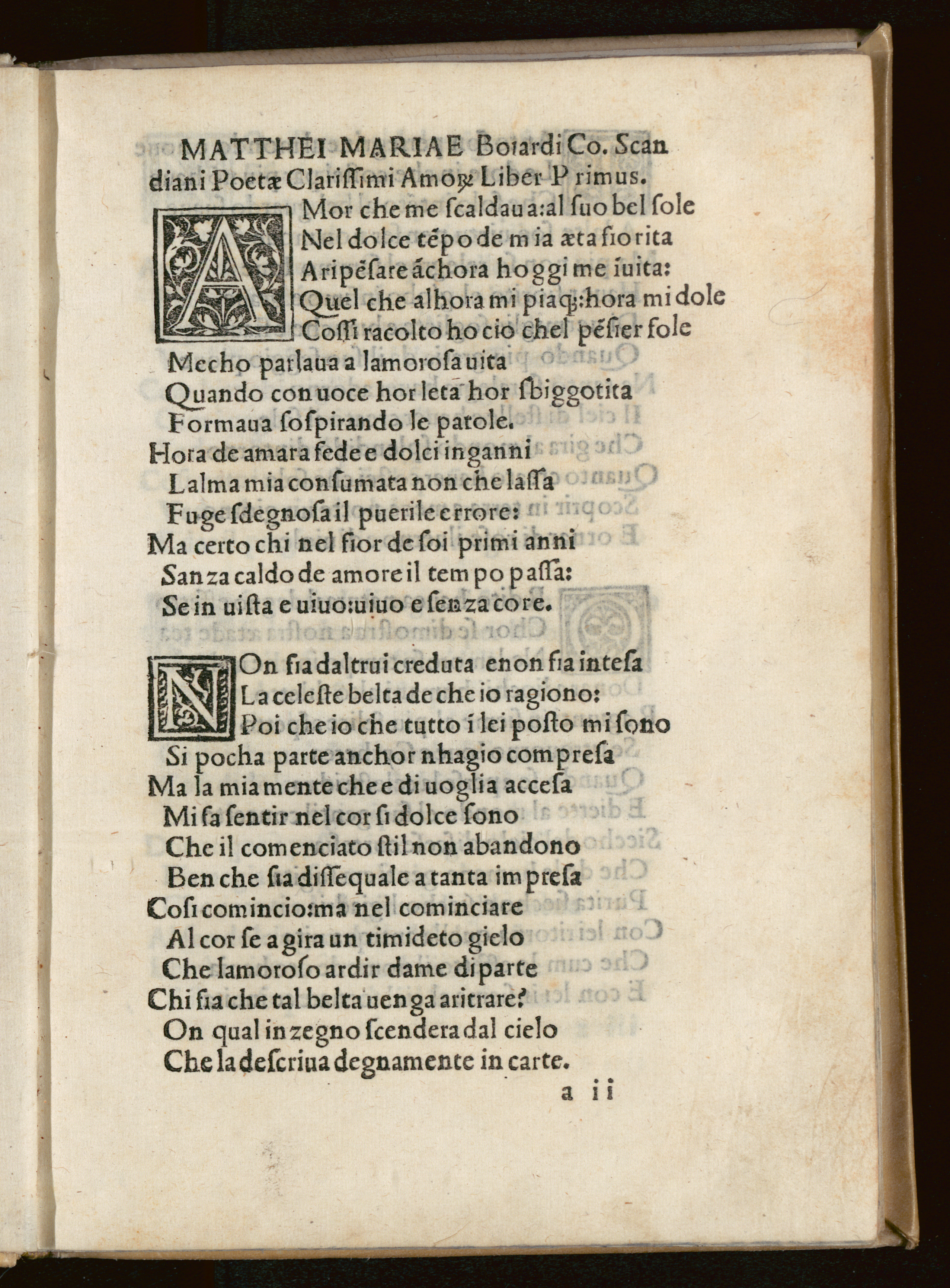
Amorum libri tres, inizio dell'opera

L'opera si compone di 180 testi, scritti fra il 1469 e il 1476, ordinati secondo uno schema preciso. Nel primo libro è espressa la gioia dell'amore corrisposto; nel secondo il dolore per il tradimento della donna amata; nel terzo l'aspirazione ad un'elevazione spirituale. Il modello è il Canzoniere di Francesco Petrarca, ma vi sono differenze evidenti, sia nella vitalità della rappresentazione della natura (ricca di luci, colori, sensazioni), sia nel linguaggio, che conserva una forte impronta emiliana. Oltre al modello di Petrarca vi sono quello di Ovidio (da cui Boiardo prende il titolo dell'opera) e quello stilnovista.

### Le Pastorale
Raccolta concepita tra la fine del 1482 e l'inizio del 1484 con cui Boiardo torna alla bucolica ma in volgare testimonianza di un Umanesimo che vuole ricreare i generi classici in volgare. La Guerra di Ferrara (1482-1484) si riflette in quest'opera visto che Boiardo è governatore di Reggio dal 1483 e partecipa attivamente al conflitto.

### Timone
Si tratta di una favola commedia - commedia favola in cui il protagonista Timone, avendo la possibilità di ritornare ricco dopo un periodo di povertà, decide di rimanere povero. Questa decisione viene presa dopo un confronto con se stesso e con i bisogni e gli intenti di personificazioni e  personaggi (comiche le scene in cui scaccia i parassiti furbi adescatori). Nell'opera vi è espresso l'ideale della saggezza perduta e la lontananza dagli eccessi che assolvono la perdita.

### Inamoramento de Orlando

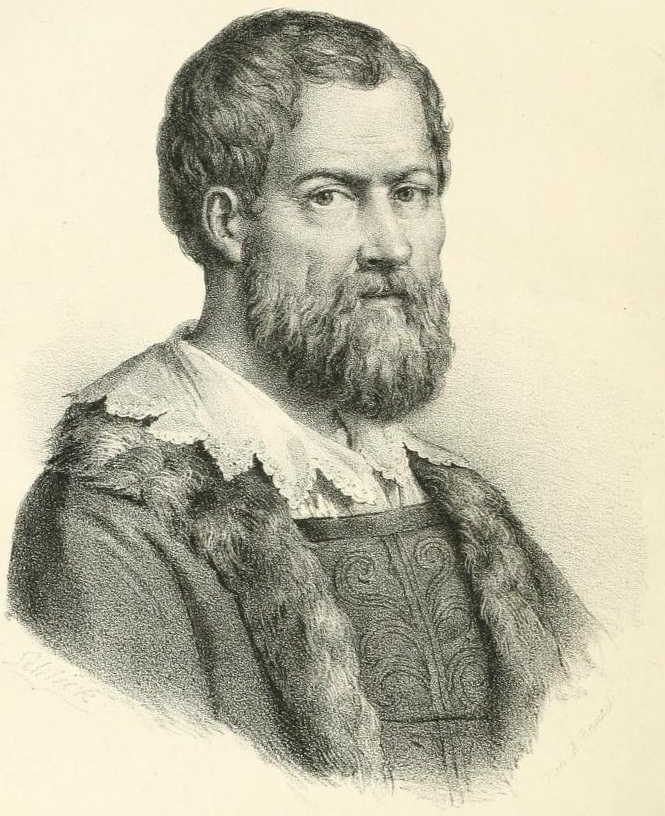
Boiardo in un'incisione anonima tratta da un'edizione del poema del 1840

L'Inamoramento de Orlando riprende i temi e i personaggi dei romanzi cortesi, ancora molto diffusi e apprezzati a Ferrara e nell'Italia centro-settentrionale, tanto presso il pubblico colto quanto presso il popolo. Introduce l'innovazione di fondere i due principali filoni narrativi preesistenti, ossia il ciclo carolingio (Carlo Magno e i suoi paladini) e il ciclo bretone (i cavalieri della Tavola rotonda).
Il poema, in ottave, molto ampio, rimase incompiuto pochi mesi prima della morte del poeta, avvenuta in un periodo assai grave per l'Italia, con la discesa dei francesi di Carlo VIII, cui fa esplicito riferimento l'ultima ottava. Il poema ebbe grande successo, poiché interpretava con sensibilità umanistica i valori cortesi dell'epoca feudale ormai al tramonto. Ludovico Ariosto riprese la trama dell’Orlando innamorato per il suo Orlando furioso proprio nel punto in cui il Boiardo s'era interrotto.

## Edizione delle opere
Il Centro Studi Matteo Maria Boiardo  di Scandiano nel 2009 ha curato un'edizione completa delle sue opere. Oltre alle maggiori, la collana Studi boiardeschi pubblicata da Interlinea edizioni comprende quelle inedite o apparse in stampe oggi rare. Tutti i testi hanno un'edizione critica e commentata (con traduzione a fronte se latini), curati da importanti studiosi della materia.